# زاستنکا
زاستنکا (به لاتین: Zastenka) یک منطقهٔ مسکونی در روسیه است که در استان آستراخان واقع شده‌است.